# Oltu
Oltu (in armenischen Quellen von 1075 Uğtik'/Uğtis) ist eine Stadt im gleichnamigen Landkreis der türkischen Provinz Erzurum und gleichzeitig ein Stadtbezirk der 1993 geschaffenen Büyükşehir belediyesi Erzurum (Großstadtgemeinde/Metropolprovinz).

## Geographie
Oltu liegt etwa 95 km nordöstlich der Provinzhauptstadt Erzurum im Tal des Flusses Oltu Çayı. Der Landkreis grenzt im Westen an den Landkreis Uzundere, im Südwesten an Tortum, im Süden an Narman, im Osten an Şenkaya und im Norden an Olur. Des Weiteren gibt es auch zwei Grenzen zu anderen Provinzen. Diese sind im Nordosten an die Provinz Artvin und im Südosten an die Provinz Kars.
Im Verwaltungszentrum kreuzen sich zwei Fernstraßen. Die Fernstraße D 955 kommt aus südlicher Richtung und verläuft weiter in nördlicher Richtung. In diese mündet die Fernstraße D 062 aus westlicher Richtung.

Die D 955 mündet im weiteren Verlauf in der Landkreisfläche im Stadtteil Yolboyu in die Fernstraße D 060. Diese kommt aus dem Norden aus Olur und verläuft in östlicher Richtung weiter.

## Geschichte
Die Burg von Oltu wurde spätestens im 7. Jahrhundert von der armenischen Dynastie der  Mamikonjan gegründet und war als Stadt der historischen Provinz Tayk Teil des Bagratidischen Reichs. unter dem Namen Oltisi (georgisch ოლთისი) im 9. und 10. Jahrhundert Teil des georgischen Königreiches Tao-Klardschetien, ab 1001 des Königreichs Georgien. Nach dem Einfall der Seldschuken wurde es 1080 Teil des türkischen Beyliks der Saltukiden. Den Saltukiden folgten die Rum-Seldschuken. Diesen folgten andere mongolische und türkische Herrscher. Später wurde Oltu Teil des Osmanischen Reiches und blieb dies bis zum Frieden von San Stefano von 1878. Oltu wechselte in russische Hand und war bis 1917 Teil der Oblast Kars. Nach den Wirren der Oktoberrevolution wurde Oltu Teil der Demokratischen Republik Armenien. Wenig später bildeten sich muslimische Milizen, die eine Angliederung Oltus an die Türkei anstrebten. Der Oltukonflikt wurde zum Auslöser des Türkisch-Armenischen Krieges. Bei Kriegsende wurde Oltu Teil der Türkei, erhielt 1923 den Status einer Belediye (Gemeinde) und wurde 1926 ein selbständiger Landkreis.

## Bevölkerung
Ende 2020 lag Oltu mit 30.255 Einwohnern auf dem 5. Platz der bevölkerungsreichsten Landkreise in der Provinz Erzurum. Die Bevölkerungsdichte liegt mit 21 Einwohnern je Quadratkilometer unter dem Provinzdurchschnitt (30 Einwohner je km²).

## Söhne der Stadt
- Efkan Ala (* 1965), Politiker
- Fatih Sonkaya (* 1981), Fußballspieler
- Sancak Kaplan (* 1982), Fußballspieler
- Muhammed Emin Sarıkaya (* 2002), Fußballspieler